# Flachwurzler

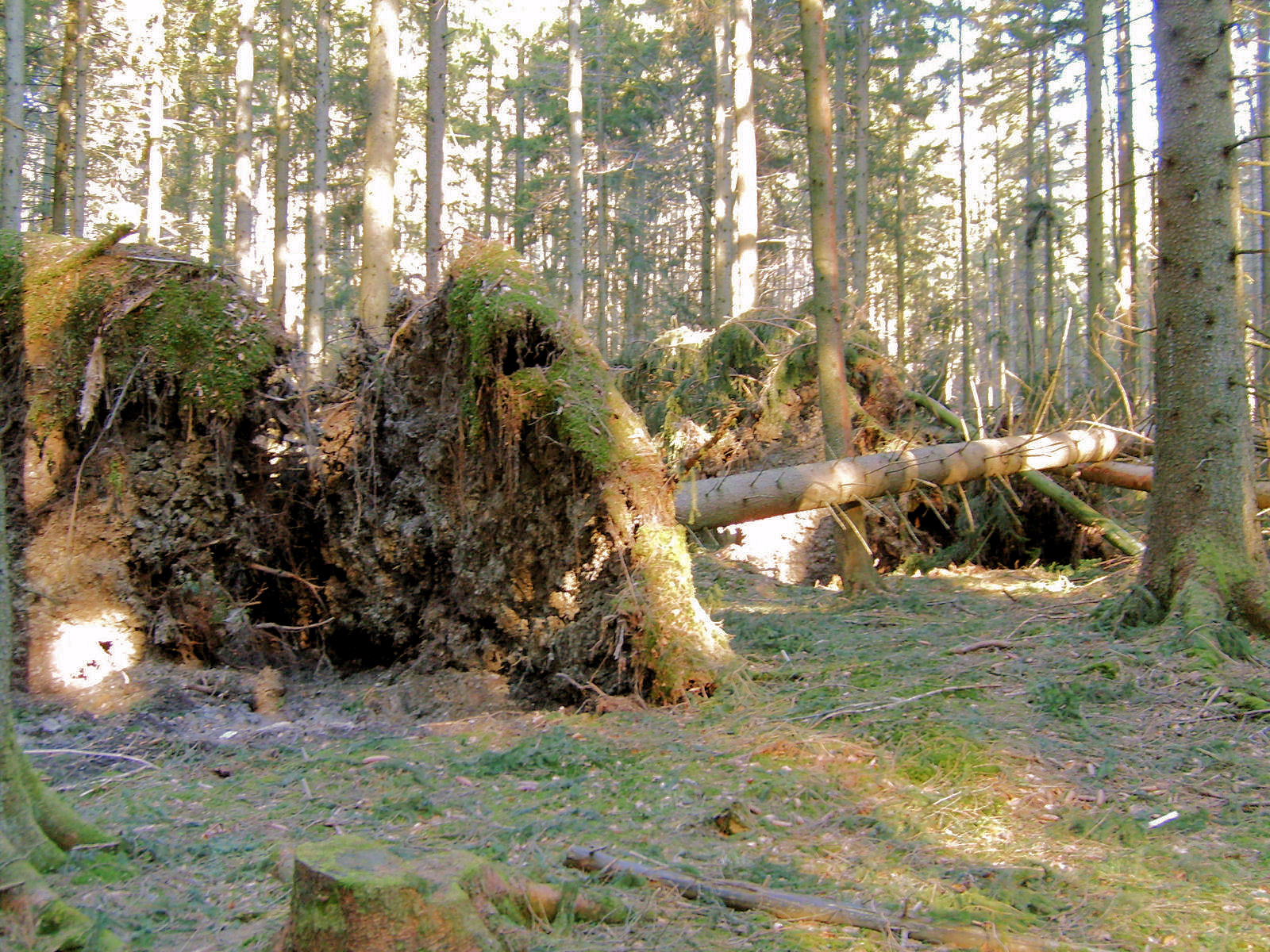
Vom Wind entwurzelte Fichten: Flachwurzler sind bei Sturm gefährdet, besonders wenn sie in Monokultur angepflanzt sind

Flachwurzler sind Bäume oder andere Pflanzen mit Wurzeln, die sich tellerförmig in den oberen Bodenschichten ausbreiten.
Zu ihnen gehören viele Fichtenarten, die Banks-Kiefer, oft auch die Douglasie, die Hainbuche und die Weiden. Bei schlechten Bodenverhältnissen können Flachwurzler keinen optimalen Halt finden und sind bei starkem Sturm windwurfgefährdet. Bei guten Bodenverhältnissen und auf geeigneten Gesteinen können Flachwurzler oftmals ein gutes Wurzelsystem entwickeln und an ganze Gesteinsbrocken anwachsen. Sie sind dann in der Regel standfest.
Die Gefährdung durch Windwurf hängt neben der artspezifischen Wurzelform und den Standortverhältnissen vor allem auch von der Struktur eines Waldbestandes ab: Eng erzogene Bäume weisen ein hohes h/d-Verhältnis und damit eine geringere Stabilität als Bäume in entsprechend durchforsteten und/oder ungleichaltrig aufgebauten Beständen auf. Meist sind auch die Bäume am Rand (bis weit nach unten beastet) stabiler als die im Bestandesinneren, auch wenn alles Fichten sind.
Das Gegenteil der Flachwurzler sind die Pfahlwurzler. Im Rahmen des naturnahen Waldbaus werden Baumarten beider Typen in sogenannten Mischbeständen bzw. als Mischwald angepflanzt. Durch die dabei meist von Natur aus differenziertere Bestandesstruktur verringert sich hier im Vergleich zu Reinbeständen die Gefahr flächiger Windwurfschäden (Dominoeffekt).